# Kalamari (glasbena skupina)
Kalamari so nekdanja primorska glasbena skupina. Začetki ansambla segajo v november 1993, ko so se Jože Jež (Pepi), Matjaž Švagelj in Aleksander (Sandi) Kokošar priložnostno zbrali za nekaj nastopov v enem izmed primorskih hotelov. Tako poslušalce kot »menadžerje« so takoj opozorili nase zaradi korektne izvedbe in predvsem zaradi ubranega triglasnega petja, ki ga ostale skupine takrat pogosto niso obvladale.
Zelo zgodaj so se poizkusili z avtorskimi skladbami in leta 1995 izdali ploščo z naslovom »Dobra vila«. Na plošči je bilo poleg naslovne skladbe še nekaj radijskih uspešnic, vendar jih je širša Slovenija spoznala šele po drugem Cd-ju z naslovom »S tabo držim«, iz katerega je najbolj »udarila« skladba »Angelca«, ki je postala pravi hit, občinstvo jo je vzelo za svojo in skladba je tako rekoč postala nepogrešljiva na takih in drugačnih žurih, (kar traja še danes). 
Skupina je medtem iz tria postala kvartet in kasneje kvintet, ter tako dodatno glasbeno okrepila svoje žive nastope. Pravi uspeh pa so Kalamari poželi z njihovim tretjim CD-jem, ko so z naslovno skladbo »V vetru rdečih zastav« nastopili na »Slovenski popevki«, kjer so pristali na drugem mestu in pobrali nagrado za besedilo. Hkrati se je občutno povečalo povpraševanje po njihovih živih nastopih. Razen po Sloveniji so začeli koncertirati tudi v Italiji, Avstriji, Švici, Hrvaški, Srbiji in Črni gori. 
Zaradi prenatrpanega urnika nastopov, je prišlo tudi do nekaj sprememb v zasedbi, saj se nekateri člani niso odločili prestopiti v profesionalne glasbene vode. Ne glede na prezasedenost z živimi nastopi pa v avtorstvu niso zaspali in so pridno snemali skladbe za nove plošče in se redno pojavljali na vseh možnih festivalih, kjer so bili navadno visoko uvrščeni, za skladbe »Kup besed, Zadnja šansa in Preden zaspi«, pa tudi nagrajeni.
Največji met  jim je uspel na izboru za  EMO 2010, kjer so tako rekoč pometli s konkurenco in združeni skupaj z ans. Roka Žlindre zmagali s skladbo »Narodnozabavni rock«.
Kot gosta sta s Kalamari veliko nastopala tudi Slavko Ivančić in zdaj žal pokojni Danilo Kocjančič, ki je tudi avtor nekaterih njihovih skladb.
Ko je po evforiji na EMI priljubljenost skupine in s tem frekvenca nastopov začela počasi padati, je leta 2014 skupino zapustil frontman Jože Jež (Pepi). Nadomestil ga je Darjan Gržina. Leta 2020 so se, med drugim tudi zaradi krize, ki jo je povzročila epidemija Covid 19, sporazumno razšli.

## Zasedba 2014 - 2020
- Darjan Gržina – vokal, kitara (2014–2020)
- Matjaž Švagelj – kitara, vokal (1993–2020)
- Danijel Možina – klaviature, vokal (2014–2020)
- David Mavec – bas kitara (2013 - 2020)
- Bogdan Turnšek - Poly – bobni, vokal (2010–2020)

Nekdanji člani
- Jože Jež (Pepi) – vokal, kitara (1993–2014)
- Martin Jelen - Tine – bas kitara, klaviature (2003 - 2005  in  2010 - 2013)
- Franci Čelhar – klaviature, vokal (2010 - 2014)
- Aleksander Kokošar - bas kitara, klaviature, vokal (1993 - 2003)
- Zlatko Makovec - bobni (1996 - 2000)
- Denis Gomezel - bobni, vokal (2000 - 2005)
- Rok Tomažinčič - bobni (2005 - 2010)
- Egon Prinčič - bas kitara, klaviature (2005 - 2010)

## Diskografija
- Dobra vila (1996)
- S tabo držim (1998)
- V vetru rdečih zastav (1999)
- Popoldne (2001)
- Kalamari, deset let (2003)
- Lahko letiš (2006)
- Nariši veliko srce (2009)
- Narodnozabavni rock (2010)

## Nastopi na glasbenih festivalih

### Slovenska popevka

#### Slovenska popevka
- 1999: V vetru rdečih zastav (Radovan Kokošar - Marijan Pintar - Radovan Kokošar, Matjaž Švagelj) — nagrada strokovne žirije za najboljše besedilo, 2. mesto
- 2000: Tvoja sled (Franci Čelhar - Marko Kočar - Franci Čelhar, Matjaž Švagelj)
- 2001: Popoldne (Franci Čelhar - Drago Mislej - Patrik Greblo)
- 2002: Zadnja šansa (Danilo Kocjančič - Drago Mislej - Patrik Greblo) - 3. mesto (2.164 telefonskih glasov)
- 2003: Preden zaspi (Danilo Kocjančič - Drago Mislej Mef - Patrik Greblo) - 3. mesto (1.962 telefonskih glasov)
- 2004: Kup besed (Jože Jež - Jože Jež - Patrik Greblo) - nagrada strokovne žirije za najboljše besedilo, nagrada strokovne žirije za najboljši aranžma, 5. mesto (1.646 telefonskih glasov)
- 2005: www.ljubezen.si (Radovan Kokošar - Marjan Pintar - Patrik Greblo) - 6. mesto (1.137 telefonskih glasov)
- 2007: Nič več, nič manj (Jože Jež - Jože Jež - Grega Forjanič) - 9. mesto (398 telefonskih glasov)

#### Dnevi slovenske zabavne glasbe

##### Poprock
- 2017: Vrtiljak (Darjan Gržina - Leon Oblak, Matjaž Švagelj - Darjan Gržina)

### Melodije morja in sonca
- 2000: Nisem kriv (Franci Čelhar - Franci Čelhar - Matjaž Švagelj & F.Čelhar)
- 2001: Nora ljubezen (Franci Čelhar - Tomaž  Domicelj - Marino Legovič)
- 2002: Me ne zanima (Jože Jež - Jože Jež - Matjaž Švagelj)
- 2003: Danes me ni (Jože Jež - Jože Jež - Matjaž Švagelj)
- 2013: Poletje 2000 (Jože Jež - Drago Mislej - Matjaž Švagelj) - 8. mesto (13 točk)
- 2016: Lepo je (Radovan Kokošar - Leon Oblak - Matjaž Švagelj) - 14. mesto (1 točka)
- 2018: Z mano se ne da (Darjan Gržina - Angelo Misterioso - Matjaž Švagelj)

### Hit festival
- 2000: Jaz sem the best (Danilo Kocjančič – Katja Pegan – Matjaž Švagelj)

### EMA
- 2004: Boš prišla (Jože Jež - Jože Jež - Matjaž Švagelj)
- 2010: Narodnozabavni rock (Marino Legovič - Leon Oblak - Marino Legovič) z Ansamblom Roka Žlindre - 1. mesto (15.907 telefonskih glasov)

### Pesem Evrovizije
- 2010: Narodnozabavni rock (Marino Legovič - Leon Oblak - Marino Legovič) z Ansamblom Roka Žlindre